# Ernst Witt (Maler)
Ernst Witt (* 1. November 1901 in Altona; † 10. April 1977 in Hamburg) war ein deutscher Maler.

## Leben und Werk

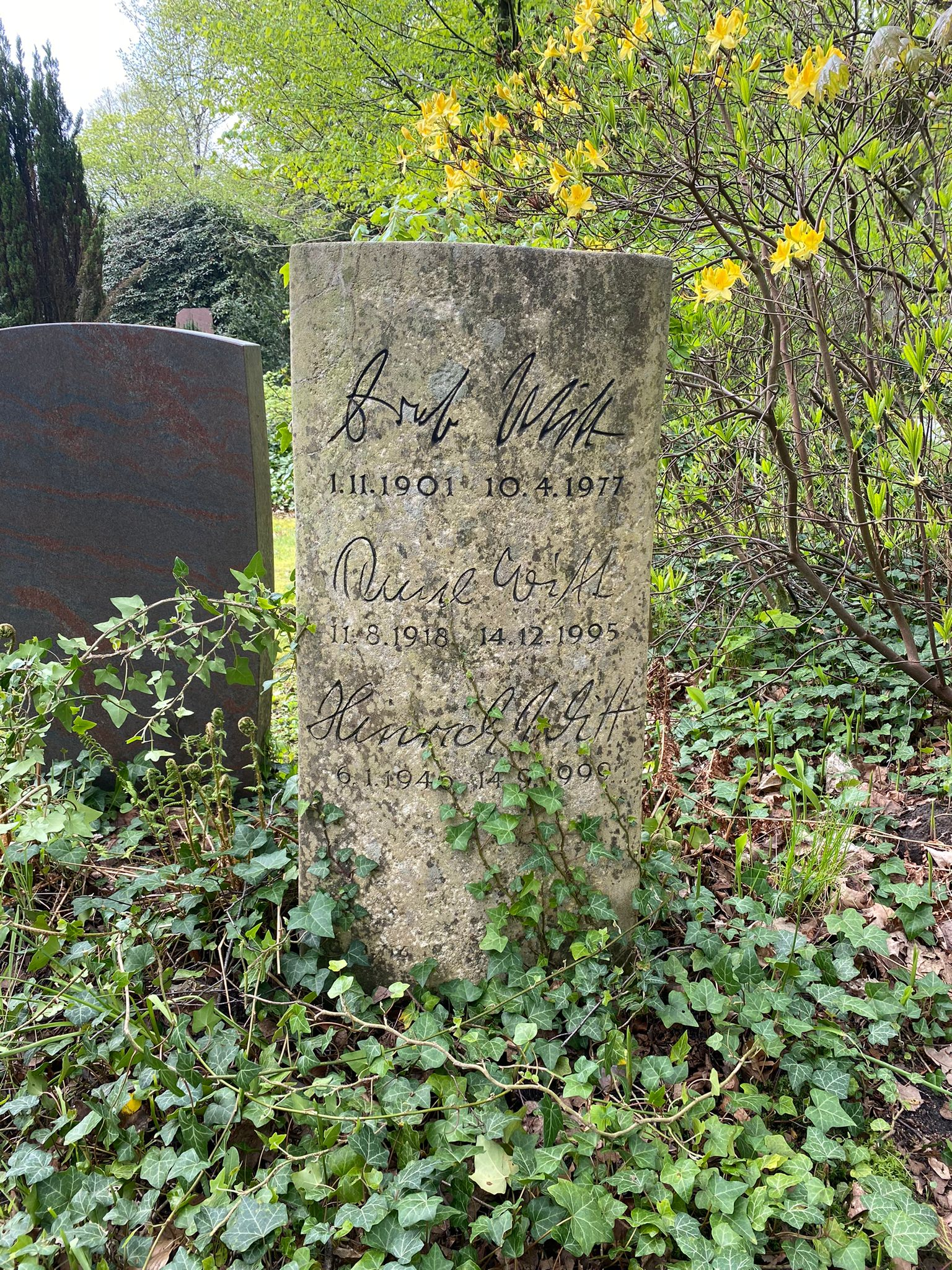
Grabstätte auf dem Friedhof Ohlsdorf

Witt studierte von 1919 bis 1923 bei Arthur Illies und Julius Wohlers an der Kunstgewerbeschule Hamburg. 1920 trat er der neu gegründeten Hamburgischen Künstlerschaft bei. Ab 1923 arbeitete er als freischaffender Maler in Hamburg. Sein malerisches Frühwerk war expressiv, ab 1955 wandte er sich der Abstraktion zu.
Studienreisen führten Witt u. a. 1924 nach Italien und 1932 nach Paris, Spanien und Marokko. Er war Mitglied der KPD und der Assoziation revolutionärer bildender Künstler (ASSO). Er entwarf für die KPD u. a. politische Plakate.
Die vorliegenden Informationen geben zur Lage und Haltung Witts in der Zeit des Nationalsozialismus ein widersprüchliches Bild. Er war Mitglied der Reichskammer der bildenden Künste und an einer Anzahl von Ausstellungen beteiligt. 1937 wurden in der Nazi-Aktion „Entartete Kunst“ aus der Hamburger Kunsthalle sein Tafelbild „Zirkusszene“ und sein Aquarell „Schachspieler in Oran“ beschlagnahmt und vernichtet. 1938 unternahm er eine achtmonatige Reise nach Paris zu Arnold Fiedler. Er wollte eigentlich im Exil bleiben und Kontakt zur Résistance knüpfen, kehrte dann aber doch zurück. Nach seiner Rückkehr wurde er 1938 aufgrund eines Kontakts zu einer Jüdin für zehn Tage im KZ Fuhlsbüttel inhaftiert.
Während des Zweiten Weltkriegs war Witt als Kriegsberichterstatter der Wehrmacht in Griechenland, Ostpreußen und Norwegen im Einsatz.
1939 bezog er ein Atelier in der Villa Ohlendorff, das im Juni 1943 bei der Bombardierung Hamburgs zerstört wurde.
Nach dem Krieg trat Witt dem Deutschen Künstlerbund bei. 1945 war er Mitbegründer der „Gruppe von 1945“ sowie 1946 der genossenschaftlichen Künstlervereinigung „Der Baukreis“. Neben seiner freiberuflichen Tätigkeit als Maler übernahm er in Hamburg verschiedene Lehrtätigkeiten und Aufträge für Kunst am Bau, darunter Glasfriese, Fenster, Wandbilder etc.
Ernst Witt wurde auf dem Friedhof Ohlsdorf beigesetzt. Die Grabstätte im Planquadrat AG 18 liegt westlich von Kapelle 7.

## Werke (Auswahl)
- Zwangsarbeiter in Kirkenes (Gouache, 23,5 × 33 cm, vor 1945; Sammlung Maike Bruhns)
- Kai von Kirkenes (Öl)[1]
- Häuser bei St. Peter (Tempera, 1948)[2]
- Samariter (Tempera, vor 1949)[3]
- Schwangere (Öl, 1951)[4]
- Teichhafen (Tempera, 50 × 80 cm; ausgestellt 1953 auf der Dritten Deutsche Kunstausstellung)[5]
- Portrait des Künstlerfreundes Richard Steffen (Lithografie, 36,6 × 42,9 cm, um 1960)[6]

## Ausstellungen in der sowjetischen Besatzungszone und der DDR
- 1949 und 1953: Dresden, 2. und Dritte Deutsche Kunstausstellung
- 1951/1952: Berlin, Museumsbau am Kupfergraben („Künstler schaffen für den Frieden“)